# Stéphanie Possamaï
Stéphanie Possamaï (Bordeaux, 30 luglio 1980) è una judoka francese.

## Palmarès
- Giochi olimpici

Pechino 2008: bronzo nei 78 kg.
- Mondiali

Rio de Janeiro 2007: bronzo nei 78 kg.
- Europei

Belgrado 2007: oro nei 78 kg.